# Hoofddorp vasútállomás
Hoofddorp vasútállomás vasútállomás Hollandiában, Haarlemmermeer városában.

## Vasútvonalak
Az állomást az alábbi vasútvonalak érintik:
- Weesp–Leiden-vasútvonal

## Kapcsolódó állomások
A vasútállomáshoz az alábbi állomások vannak a legközelebb:
- Schiphol vasútállomás
- Nieuw-Vennep vasútállomás